# 선박

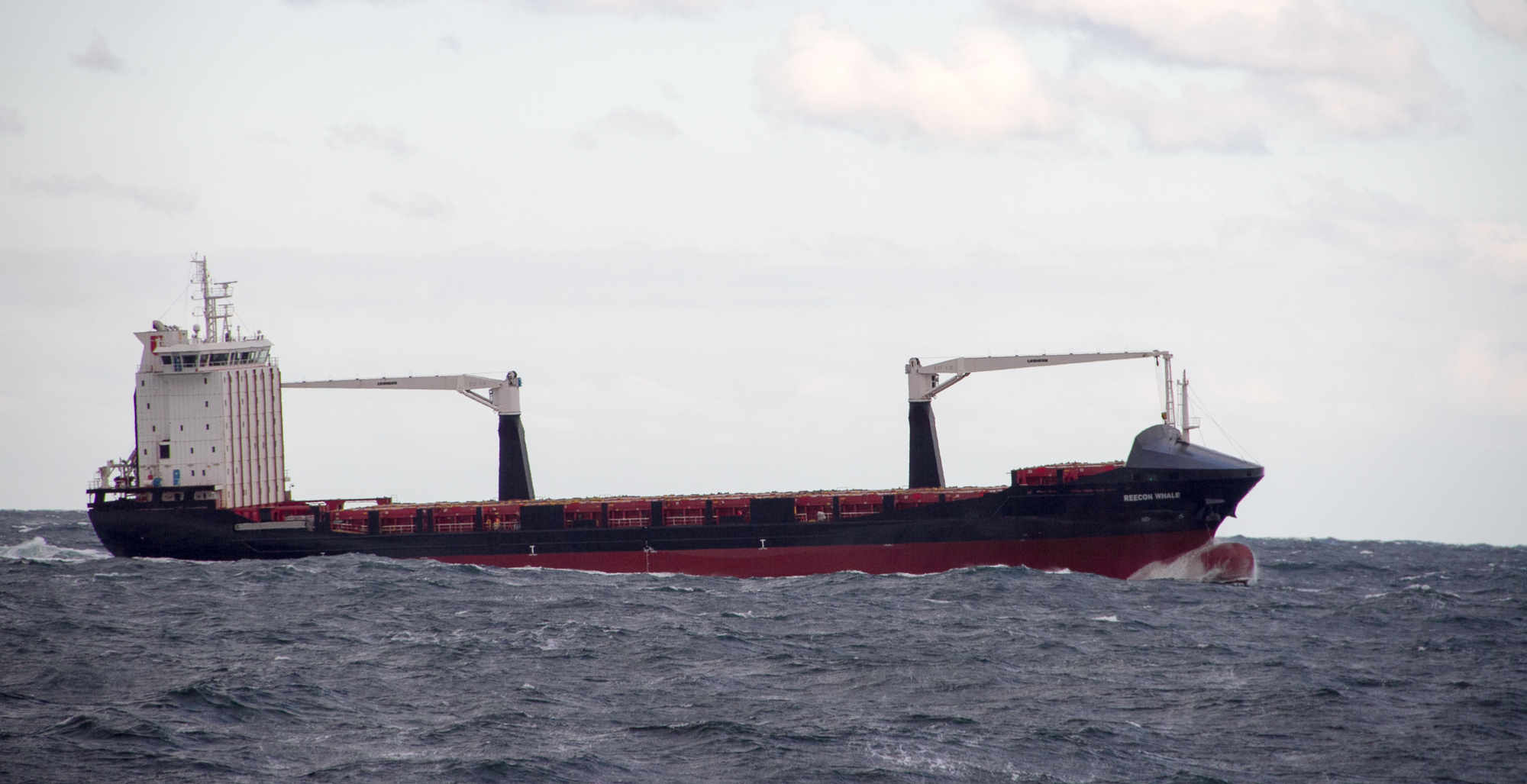
루마니아 콘스탄차 인근 흑해에 있는 컨테이너선 리콘 고래.

선박(船舶, 영어: Ship) 또는 배는 사람이나 물건 등을 물 위 또는 물 속에서 이동할 수 있도록 하는 물 위의 교통수단을 말한다. 잠수함도 배에 포함된다. 나무배는 물에 잘 떠서 가지만,
철로 만든 거대한 배는 부력(浮力)이란 물의 뜨는 힘으로 뜬다.  200여년전까지도 노라는 도구로 배를 움직이지만 오늘날의 배는 엔진이라는 기계를 이용하여 훨씬 빨리 갈수 있다.

## 역사
최초로 알려진 탈것은 약 10,000년 전으로 거슬러 올라가지만 선박으로 간주되지는 않는다. 최초의 항해자들은 동물의 가죽이나 직물을 돛으로 사용하기 시작했다. 돛을 배 안에 수직으로 기둥 위에 고정시켜서 초기에 배를 움직일 수 있었다. 이를 통해 사람들은 더 넓은 지역을 탐험할 수 있었으며 예를 들어 (약 3,000년 전) 오세아니아에 정착할 수 있게 되었다.

## 역학
배는 항공기나 자동차와 달리 물의 부력(浮力)을 이용해서 그 무게를 떠받치고 있기 때문에, 여러 가지 이점을 가지고 있다. 예를 들면, 같은 속력일 경우에는 항공기나 자동차가 받는 저항은 무게에 비례하는데 반해서 배의 경우는 거의 무게의 3분의 2 제곱에 비례하므로, 저항이 매우 적어진다. 따라서, 같은 무게의 물건을 같은 속력으로 운반할 경우에는 배는 보다 싼 경비로 할 수 있게 된다. 무거운 짐을 서두르지 않고 장거리 수송을 할 경우, 해상 운송이 육지나 하늘의 수송에 비해서 대단히 싼 것도 이 때문이다.
물과 공기와의 경계면을 ‘자유표면(물의 물결)’이라 한다. 배가 상대로 하는 물의 물결에는 2가지 종류가 있는데, 하나는 잔잔한 수면을 배가 달릴 때에, 그 뒤편에 나타나는 ‘배가 만드는 물결’이고, 또 하나는 대양 위에서 움직이고 있는 저기압이나 태풍 등, 주로 바람이 원인이 되어 일어나는 ‘바다의 물결’이다. ‘배가 만드는 물결’은 어떻게 저항이 적은 선형(船型)으로 만들어 배를 경제적으로 운항하느냐 하는 문제와 연결되며, '바다의 물결'은 배의 복원성(復原性)·흔들림·강도 등 이른바 배의 동적 안정성 문제와 연결된다.

### 부력과 복원성
배가 가라앉지 않도록 하기 위해서는 ① 배의 무게에 비등할 정도의 부력을 항상 잃지 않고, ② 중력과 부력이 만드는 모멘트(moment)가 배가 기울어진 방향과 반대의 방향으로 작용하는 것이 필요하다. 배가 바로 선 자세에서 작은 각도로 기울어졌을 경우의 부력의 작용선(作用線)과 배의 중심선과의 교차점을 ‘메타 센터(meta center)’라고 하며, 이것이 중심(重心)보다 높은 위치에 있으면 있을수록 원래 상태로 되돌아가려는 모멘트(복원력, 復原力)가 커지며, 반대로 중심보다 낮으면 점점 더 기울어진다. 기울어진 배가 원래대로 되돌아가려는 성질을 복원성이라고 하며, 배의 폭이 넓을수록 이 성질이 커진다. 또한 빈배의 경우는 흘수(吃水)가 얕게 되어 중심(重心)이 높아진다. 그래서 좋은 복원성을 위해서는 겹바닥이나 밸러스트 탱크(ballast tank)에 바닷물을 넣어서 흘수를 깊게 하여 안전하게 운행하도록 되어 있다.

### 롤링
배는 외력(外力), 예를 들면 물결의 작용을 받아서 여러 가지의 흔들림을 하게 된다. 롤링(rolling, 배가 좌우로 흔들리는 동요)·피칭(pitching, 배가 앞뒤로 흔들리는 동요)·히빙(heaving, 배가 상하로 흔들리는 동요) 등이 있으며, 이 중에서도 가장 일어나기 쉬운 것이 롤링이다. 선체가 외력에 의하여 옆으로 기울어진 경우에는 복원력으로 중심(重心)의 둘레로 회전해서 수직의 위치로 되돌아오는데, 또 다시 관성에 의하여 반대방향으로 기울어진다. 그러나, 물의 저항 때문에 경사각이 감쇠되어 수직의 위치로 되돌아온다. 여기서 좌우 1회전의 흔들림에 소요되는 시간을 ‘롤링 주기(周期)’라고 한다. 일반적으로 복원력이 큰 배일수록 그 주기가 작아서 롤링이 심하므로, 배에 탄 사람들에게 불쾌감을 준다. 그래서, 안정성이 허용하는 범위 내에서 복원력을 될 수 있는 대로 적게 하고 있다. 배의 롤링을 감소시키는 방법으로서 구조가 간단하고 유효한 ‘빌지 킬(bilge keel)’을 사용하는 것이 보통이다. 그 밖에 객선(客船) 등에 안티롤링 탱크(antirolling tank)나 핀 스태빌라이저(fin stabilizer)를 장비하여 롤링을 방지하는 방법도 있다.

### 선형과 저항
배가 전진할 때, 수면 위의 부분은 공기저항을, 그리고 수면 밑 부분은 물의 저항을 받는다. 물의 저항에는 ① 선체표면과의 마찰저항(摩擦抵抗), ② 배가 달릴 때 수면에 일어나는 물결 때문에 생기는 조파저항(造波抵抗), ③ 그리고 선체 표면에 생기는 와류(渦流)에 의한 저항 등이 있다. 이러한 저항 가운데 마찰저항과 조파저항이 커다란 비율을 차지하며, 저속시는 마찰저항이 커지고 고속시는 조파저항이 커진다. 마찰저항은 수면 밑의 선체의 표면적(表面積: 침수면적)에 비례하고, 표면의 미끄러움에 영향을 받으나, 선형이 바뀌더라도 별로 변화되지 않는다. 그러나 조파저항은 선체의 치수비(値數比: 길이와 폭·흘수의 비)나 모양에 따라 크게 변화한다. 그래서, 고속선의 경우는 날씬한 모양으로 하고 있으며, 이물이나 횡단면의 모양에 대해서 연구가 진행되고 있다. 선체저항을 어떻게 해서 적게 하느냐 하는 문제는 복잡하며, 이론을 기초로 해서 실제로 얻은 자료를 해석하고, 새로이 시험수조(試驗水槽)에서 소형 모형으로 실험하여 실제의 배의 저항을 측정하고 있다. 이와 같이 선형은 끊임없이 연구되고 있으며, 최근에는 조파저항을 적게 하기 위해서 선수하단을 부풀게 한 구상선수(球狀船首) 등 특수한 모양이 개발되고 있다. 또한 잠수선은 조파저항이 적고, 고속일수록 유리하다.

### 강도
선체를 세 부분으로 나누어 생각해 보면 선체는 이물(선수, 배의 앞부분)과 고물(선미, 배의 뒷부분)이 홀쭉하고, 중앙부가 거의 사각형에 가까운 단면(斷面)이기 때문에 잔잔한 물 위에 떠 있어도, 이물·고물부의 부력은 그 부분의 선체중량보다 더 흔들리기 때문에 가라앉음이 덜하고, 중앙부는 거꾸로 부력이 커지고 뜨는 모양이 된다. 이러한 상태는, 배가 배와 같은 길이의 파장의 물결을 탔을 경우 가장 두드러지며, 상갑판으로 잡아당기고 선저(船底, 배 밑바닥)에 압축의 힘이 가해진다. 이를 ‘호깅(hogging)’이라 한다. 또한, 물결의 골이 배 중앙에 왔을 경우에는 이와 반대로 되며, 상갑판에는 압축, 선저에는 장력이 가해진다. 이것을 ‘새깅(sagging)’이라고 한다. 이와 같이 배는 물결에 따라 끊임없이 호깅과 새깅을 되풀이하므로 여기에 견딜 수 있는 강도가 필요하며, 이것을 ‘종강도(縱強度)’라고 한다. 강도부재(強度部材)로서는 이물과 고물 사이를 쭉 세로로 지나고 있는 선저외판(船底外板)·선측외판(船側外板)·갑판·이중저(二重底) 등이 있다. 한편 가로 방향의 변형을 일으키는 힘으로서 수압 및 화물의 중량과 선체의 구성재중량(構成材重量)이 있으며, 여기에 대한 강도부재로서는 주로 이중저내조판(二重底內助板)·늑골(肋骨)·갑판량(甲板梁)·횡격벽(橫隔壁) 등이 있다. .

## 구조

배의 주요 부분. 1: 굴뚝; 2: 고물; 3: 프로펠러; 4: 현측; 5: 닻; 6: 구상선수; 7: 현두; 8: 갑판; 9: 함교

### 선체구조
배를 모양에 따라 평갑판선(平甲板船)·미시마형선(三島型船)·웰갑판선 등으로 분류할 수 있다. 선체는 킬·거더·론지·프레임(frame)·스치프나·빔(beam) 등의 뼈대와 갑판·외판·격벽 등의 판으로 이루어진다. 이러한 것들에 강재중량(鋼材重量)을 가볍게 하기 위한 구멍, 수리·점검할 때 사람이 다닐 수 있는 구멍, 파이프를 통하기 위한 구멍 등이 있다. 침수나 화재가 일어났을 때, 일어난 부분에서 막기 위하여 격벽(隔壁)이 마련된다. 탱커에서는 횡방향의 안전을 도모하기 위하여 종격벽(縱隔壁)을 마련하고 있다.
선체의 조립 방법에는 뼈대를 주로 종방향으로 배치하는 종식구조(縱式構造)와 뼈대를 주로 횡방향으로 배치하는 횡식구조(橫式構造)가 있다. 또한 강재(鋼材)의 접착에는 용접을 사용하는데 이것은 빌딩공사 현장 등에서 흔히 볼 수 있는 것과 같은 것이다. 강재의 조립 방법·판두께·재질(材質) 등은 적은 중량으로 배의 강도를 충분히 지탱할 수 있도록 결정한다.

### 선체의장
배의 기능을 충분히 발휘하기 위해서는 많은 장치가 필요하며, 그것을 ‘의장장치’라고 한다. 항해하기 위해서 가장 중요한 항해선교(航海船橋)에는 선장이 있으며, 자이로컴퍼스(gyrocompass)를 비롯하여 수많은 계기류가 있다. 배의 진로를 바꾸기 위해서는 키(rudder)가 있으며, 대형선의 경우에는 항해선교에서 조작할 수 있다.
배에는 선원이 생활하는 거주구(居住區)가 있으나 최신형의 배에는 냉온방이 완비되어 있고 통풍장치·욕실·샤워 등도 갖추고 있다. 또한 고급선에는 풀장을 갖춘 것도 있으며, 방의 수도 많다.
계선(繫船, 배를 매어 두는 것)에는 윈치(로프 또는 계선밧줄을 감는 기계)·윈들러스(앵커를 감아 올리는 기계)·앵커 등을 가진다. 또한 하역은 화물선에서는 윈치 데릭(winch derrick)를 사용한다. 유조선의 경우에는 기름의 하역은 파이프를 통해서 펌프로서 행한다. 최근에는 하역시간이 빨라져 어떤 배의 경우 1시간에 약 10,000m2의 기름을 하역할 수가 있다.

### 주기관에서 프로펠러까지

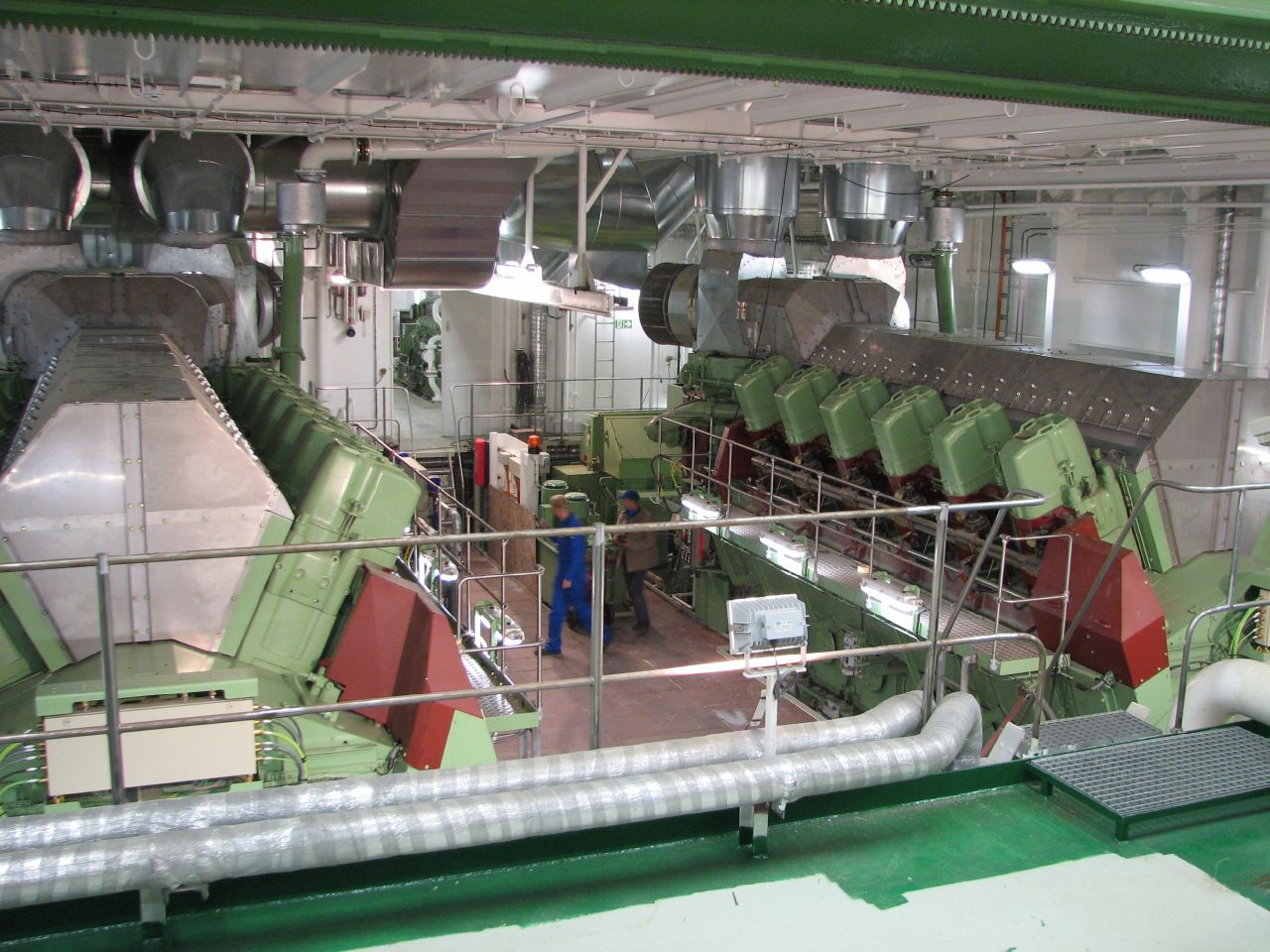
배의 엔진실

배의 주기관으로서는 주로 디젤 엔진이나 증기 터빈이 사용되고 있으며, 프로펠러 샤프트를 통해서 프로펠러에 동력이 전달되도록 되어 있다.
주기관의 위치에 따라 중앙기관선·선미기관선(船尾機關船) 등이 있다. 중앙기관선에는 무거운 기관이 중앙에 있기 때문에 흘수(吃水)의 조절에 편리하나 프로펠러 샤프트가 길게 된다. 또한, 선교가 배의 중앙에 있기 때문에 배를 부리기가 쉽다. 선미기관선에서는 중앙기관선과 반대가 된다. 화물선의 경우에는 중앙기관이 많으며, 탱커에는 선미기관선이 많다. 탱커에는 굴뚝에서 나오는 불꽃이 탱크 위에 떨어져 폭발하지 않도록 선미기관선으로 되어 있다.
프로펠러의 수에 따라 1축선(一軸船), 2축선, 3축선 등으로 구분된다. 이 밖에, 프로펠러의 작동중에 날개의 피치(pitch)를 변화시켜 추진기관의 출력을 유용하게 이용할 수 있는, 가변피치 프로펠러(variable pitch propeller)나 배 밑에 붙여서 추진력의 크기와 방향을 자유롭게 변화시킬 수 있는 보이드 시나이더 프로펠러(voithschneider propeller)도 있다.

### 안전을 위한 고려
선체구조의 면에서는 강도를 충분히 고려하고, 격벽으로 구획을 만들어 1구획(大型船의 경우에는 2~3구획이 동시에)이 침수되더라도 침몰하지 않도록 충분히 배려한다. 선체의장의 면에서는 구명정(救命艇)·구명대·구명뗏목 등을 준비하고, 다른 배 또는 육상과의 통신용으로 무선설비를 갖추고 있다.
배의 상태를 검사하기 위해서 선급협회(船級協會)가 있다. 영국의 로이드(Royd) 등이 있으며, 선주의 희망에 따라 그 배에 선급(船級)을 부여한다. 또한 배의 안전을 지키기 위한 법률에 따라 선급협회나 해당 관청이 정기적으로 검사를 이행한다.

## 분류
배에는 종류가 대단히 많으며, 이것을 분류하는 방법도 용도(用途)에 의한 것, 재료에 의한 것, 구조에 의한 것, 추진방법에 의한 것 등 여러 가지가 있으나 용도에 의한 분류방법이 일반적으로 사용되고 있다.

### 용도별
- 상선
  - 화물선
    - 건화물선
    - 컨테이너선
    - 탱커 : 유조선

  - 화객선
  - 여객선
    - 유람선(크루즈 선)

- 군함
  - 구축함
  - 순양함
  - 전함
  - 항공모함
  - 상륙함
  - 잠수함

- 어선
- 쇄빙선

### 추진 방법별
- 갤리온
- 범선
- 기범선
- 증기선
- 모터보트

## 국가별 배
피에르 부게르는 1746년 〈선박과 그 건조 및 그 움직임에 관한 논설(Traité du navire de sa construction et de ses mouvements)〉을 발표하였다.

### 한국의 배
삼면이 바다로 둘러싸인 한반도의 주민들은 일찍부터 바다에 진출하여 해양자원을 생활에 이용하였다.
- 경상남도 창녕에서는 6800년 전의 배가 발굴되었다.
- 울산 반구대 암각화에는 여러 사람들이 긴 배를 타고 고래를 사냥하는 그림이 그려졌다.
- 고려 시대에는 판옥선이 주로 사용되었다. 1984년 전남 완도군 약산면 어두리 앞바다에서 인양된 완도선은 11세기 중,후반 경 제작된 것으로 추정되는데 고려시대의 선박건조법을 추측할 수 있게 해주고 있다.
- 조선 시대에는 임진왜란 때 각종 화포를 싣고 철갑으로 천정을 덮은 거북선이 활약하였다.
- 대한제국 시대에는 서양의 기술로 건조된 근대군함을 구입하였다.

### 북한의 배
조선민주주의인민공화국의 선박은 주로 중국, 러시아와의 교역을 목적으로 이용되고 있으나, 라진항에서 중국과 러시아에 대한 사용권을 북한 정부의 허가를 받고 특정 기간동안 위탁 운영되는 부두로 사용하여, 중국인들이 북한 부두를 통해 중국 중·남부지역으로 접근하기 위한 관문으로 쓰인다.

### 일본의 배
일본은 한국과 마찬가지로 조선 강국의 영원한 맞수로 보이고 있으나, 여객선이나 크루즈 선박(유람선 등)을 수주하는 조건이나 발자취 역시 한국보다 더 많은 편이며, 세월호나 1987년에 있었던 도나파즈 호 화재 사고의 해당 선박 역시 이 나라에서 처음 만들어졌으며, 선박의 유형은 거의 두루 만들어지는 경우가 많은 것으로 풀이하고 있다.

## 배와 관련된 문화

### 별자리
- 동아시아의 별자리에는 배를 의미하는 '천선(天船)' 별자리가 있다.
- 서양의 별자리에는 돛자리, 고물자리, 나침반자리, 용골자리가 신화에 등장하는 아르고호를 구성하고 있다.

### 배와 여성
배는 옛날부터 여성 명사로 지칭이 되는 데 여기에 대해서는 여러 가지 이야기가 있다. ①배가 여자와 비슷한 특징이 많아서이다. 몸체가 물과의 마찰을 줄이기 위해서 유선형의 곡선이다. 또 배에 화장(paint도장)하고 분(powder화약)을 바르는 데에 많은 시간과 돈을 써야 하기 때문이다. 배에 도장을 하는 것은 배가 비바람과 파도에 녹스는 것을 막아주기 때문에 중요한 작업이다. ②여성의 이미지는 남성에 비해서 상대적으로 부드럽고 차분한 이미지가 많기 때문에 배가 여자처럼 부드럽게 항해하기를 바라는 마음에서 배를 여자로 취급했다. ③배는 대부분 건장한 남성들이 만들고 옛날에는 선원들은 대부분 남성들이었기 때문이다. 그래서 남자 선원들이 애인 다루듯 배를 소중하게 다뤄야 한다는 생각에서이다. 이렇게 배를 여성으로 취급했기 때문에 옛날에는 여성이 배에 타면 질투를 해서 재수가 없다고 여성이 배에 타는 것을 금기시 했다. 우리나라에서는 어부가 물고기를 잡으러 나가기 전에 여자와 동침하는 것도 막았고 배 근처에 가는 것조차 막았다. 서양에서도 배에 여자를 태우면 배가 손상되거나 침몰한다고 믿었다.

## 같이 보기
- 범선
- 난파선
- 선박평형수(영어판)
- 항구